# Faustino Moreira dos Santos
Faustino Moreira dos Santos (Gandra, Paredes, 29 de Maio de 1885 - Lisboa, 27 de Julho de 1955) foi bispo de Cabo-Verde entre 1941 até à sua morte. A sua ação missionária em Cabinda, Angola e Cabo Verde foram preponderantes para o ressurgimento da fé católica naqueles territórios africanos.

## Biografia
Faustino Moreira dos Santos era filho de Domingos Moreira dos Santos e de sua mulher Margarida dos Santos, ambos naturais e lavradores de Gandra, e moravam no lugar de Moreira, donde a sua família paterna tomou o apelido. Nasceu ás 4 horas da manhã do dia 29 de maio de 1885. O batismo ocorreu a 30 de maio pelas mãos do Reverendo Abade Alberto Coelho dos Santos na Igreja Matriz.
Com 11 anos entrou no Seminário Menor da Congregação do Espírito Santo, na Formiga (Ermesinde), onde concluiu os seus estudos secundários e filosóficos. Ficou neste seminário durante alguns anos.
A 16 de outubro de 1906 fez profissão no noviciado dos Clérigos, em Sintra. Fez o seu curso de Teologia em Carnide e Chevilly, onde foi ordenado Sacerdote a 26 de outubro de 1909 e, no ano seguinte, começou o apostolado.
Devido às hostilidades causadas pela revolução de 1910, ele pede ao Superior Geral (Monsenhor LeRoy) a autorização para seguir para Angola e o seu desejo foi aceite. Em 1913, embarcou com destino ao serviço da Prefeitura do Congo Português, mas, antes de assumir a Prefeitura, trabalhou durante seis anos como Superior da missão de Lucula. Como Prefeito Apostólico do Congo Inferior, fundou as missões do Maiombe (1922), de Santo António do Zaire (1930) e a do Tomboco (1936). Em 1940, a bula SolemnibusConventionibus, de 4 de setembro, suprimiu a Prefeitura, integrando-a na Arquidiocese de Luanda.
Foi Bispo de Cabo-Verde de 1941 a 1955. Era espiritano e levou os Espiritanos para Cabo-Verde onde empregou um grande espírito missionário.
“Em 28 de janeiro de 1941, foi eleito bispo de Cabo Verde D. Faustino Moreira dos Santos. No dia 17 de novembro do mesmo ano, o D. Faustino partiu de Lisboa a bordo do Guiné com destino a Cabo Verde acompanhado de três missionários do Espírito Santo, dois padres seculares e dois seminaristas. Nessa altura, a sede do bispado continuava na ilha de São Nicolau. Por isso, o bispo foi ocupar a sua sede naquela ilha. As ilhas de Santiago e Maio eram aqueles que apresentavam maiores dificuldades e mais necessidades religiosas. A Igreja experimentara, nas duas ilhas, um abandono progressivo, causado pela morte de alguns sacerdotes diocesanos e pela idade avançada dos restantes. Como consequência, em 1946, foi definitivamente firmado um contrato entre a Diocese e a Congregação do Espírito Santo, sendo entregue aos padres do Espírito Santo a recristianização das ilhas de Santiago e Maio”
O bispo D. Faustino e aqueles que o acompanharam foram considerados os verdadeiros protagonistas do renascimento da primeira hora. O bispo D. Faustino, porém, como personagem principal, merece ser considerado o autor principal desse feito notável, desse reerguer do Cabo Verde católico. Foi apóstolo e missionário.
Em 1955, a 1 de Agosto, D. Faustino sofreu uma trombose e morreu oito dias depois em Lisboa. [1] Faleceu com 70 anos de idade, deixando a Diocese em quase perfeito andamento ao seu sucessor, o bispo D. José do Carmo Colaço que deu a continuidade, conservando toda a organização empreendida pelo seu antecessor. A quando da sua morte, a Diocese de Cabo Verde tinha adquirido as estruturas necessárias ao seu progresso pois, entre as suas visíveis ações, apoiado pelo Governo da Província, mandou construir 11 igrejas novas e reparou 13, construiu 5 capelas e reparou 3, também construiu cerca de 15 residências. Na área social, a partir de 1941, fez todo o possível para que a população lograsse boa formação humana.[2] Foi sepultado na sua terra natal e aqui possui uma avenida com o seu nome, em sua homenagem.